# Sylvester (Mondkrater)
Sylvester ist ein Einschlagkrater auf dem Mond in der Nähe des Mondnordpols am westlichen Rand der Mondvorderseite.
Die Tiefe des Kraters wird mit 2980 m angegeben.
Nahe dem östlichen Rand beginnend verläuft in südlicher Richtung die Catena Sylvester, eine Kette von kleinen, sich überlagernden Einschlagkratern.
Der Krater wurde 1964 von der IAU nach dem britischen Mathematiker James Joseph Sylvester benannt.
| Buchstabe | Position          | Durchmesser | Link |
| --------- | ----------------- | ----------- | ---- |
| N         | 82,4° N, 68,63° W | 20 km       |      |

## Sylvester in der Literatur
- Im Science-Fiction-Roman Limit von Frank Schätzing wird der Krater dazu verwendet, die Explosion einer Atombombe abzuschwächen.

## Einzelnachweise

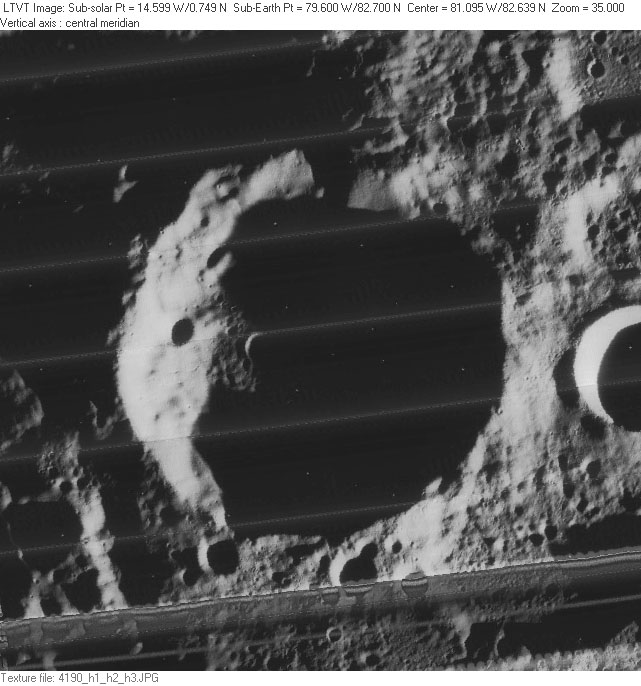
Sonnenaufgang am Krater Sylvester (Lunar Orbiter 4, Norden oben)